# Higashikawa Yoshinori
Yoshinori Higashikawa (sinh ngày 30 tháng 9 năm 1964) là một cầu thủ bóng đá người Nhật Bản.

## Sự nghiệp câu lạc bộ
Yoshinori Higashikawa đã từng chơi cho Júbilo Iwata và Honda.